# Phryganogryllacris vinhphuensis
Phryganogryllacris vinhphuensis är en insektsart som beskrevs av Andrej Vasiljevitj Gorochov 2005. Phryganogryllacris vinhphuensis ingår i släktet Phryganogryllacris och familjen Gryllacrididae.

## Underarter
Arten delas in i följande underarter:
- P. v. minuscula
- P. v. vinhphuensis